# Xã Boon Lake, Quận Renville, Minnesota
Xã Boon Lake (tiếng Anh: Boon Lake Township) là một xã thuộc quận Renville, tiểu bang Minnesota, Hoa Kỳ. Năm 2010, dân số của xã này là 378 người.